# Уолл, Джозеф
Джо́зеф Уо́лл (англ. Joseph Woll; род. 12 июля 1998) — американский хоккеист, вратарь клуба НХЛ «Торонто Мейпл Лифс».

## Биография

### Клубная карьера
Уолл был выбран на драфте НХЛ 2016 года клубом «Торонто Мейпл Лифс» в 3-м раунде под общим 62-м номером. После выбора на драфте, Уолл присоединился к команде «Бостон Колледж Иглз», команде представляющей Бостонский колледж, в которой отыграл три сезона, как основной вратарь.
24 марта 2019 года подписал с «Мейпл Лифс» трёхлетний контракт новичка. Он был переведён в фарм-клуб команды «Торонто Марлис», в котором продолжил свою карьеру. Дебютировал в НХЛ 13 ноября 2021 года в матче против «Баффало Сейбрз», который закончился победой «Мейпл Лифс» со счётом 5:4. Всего в дебютном сезоне он сыграл 4 матча, в которых было одержано 3 победы.
11 февраля 2022 года подписал с «Мейпл Лифс» новый контракт сроком на три года.

### Международная карьера
В составе юниорской сборной США стал бронзовым призёром на юношеском чемпионате мира по хоккею 2016 года.
В составе молодёжной сборной стал чемпионом мира на молодёжном чемпионате мира 2017 года, на котором он был запасным вратарём и сыграл две игры. В следующем году, стал бронзовым призёром молодёжном чемпионате мира, на котором он был основным вратарём.